# Cleidogona grenada
Cleidogona grenada är en mångfotingart som beskrevs av Shear 1972. Cleidogona grenada ingår i släktet Cleidogona och familjen Cleidogonidae. Inga underarter finns listade i Catalogue of Life.